# 1640
1640 (MDCXL) byl rok, který dle gregoriánského kalendáře započal nedělí a skončil v pondělí a byl přestupný.

## Události
- Portugalské království se úsilím Jana IV.Portugalského vymanilo z personální unie se Španělskem a po šedesáti letech obnovilo svoji nezávislost;

### Probíhající události
- 1568–1648 – Nizozemská revoluce
- 1568–1648 – Osmdesátiletá válka
- 1618–1648 – Třicetiletá válka
- 1635–1659 – Francouzsko-španělská válka

## Narození

#### Česko
- Michael Ernst Beer, děkan katedrální kapituly v Litoměřicích († 15. března 1695)
- Pavel Josef Vejvanovský, český hudební skladatel († 24. července 1693)
- Michael Mandík, barokní sochař činný na Moravě († 1694)
- Abrahám Leuthner, český barokní stavitel († 12. ledna 1701)
- Jan Jakub z Thun-Hohensteinu, šlechtic z česko-tyrolského rodu Thun-Hohensteinů († 2. září 1701)

#### Svět
- 08. ledna – Alžběta Dorotea Sasko-Gothajsko-Altenburská, německá princezna († 24. srpna 1709)
- 25. ledna – William Cavendish, 1. vévoda z Devonshiru, anglický státník a šlechtic († 18. srpna 1707)
- 14. února – Anna Magdalena Falcko-Birkenfeldsko-Bischweilerská, německá šlechtična († 12. prosince 1693)
- 07. dubna – Ludmilla Elisabeth von Schwarzburg-Rudolstadt, německá básnířka († 12. března 1672)
- 25. května – Abraham Genoels, vlámský barokní malíř, kreslíř, rytec a návrhář gobelínů († 10. května 1723)
- 05. června – Pchu Sung-ling, čínský spisovatel († 25. února 1715)
- 09. června – Leopold I., císař Svaté říše římské národa německého a český a uherský král († 5. května 1705)
- 29. června – Elizabeth Stanhopeová, hraběnka z Chesterfieldu, anglická aristokratka († 1665)
- 31. července – Michał Korybut Wiśniowiecki, polský král a litevský velkokníže († 10. listopadu 1673)
- 03. srpna – Daniel Sinapius-Horčička, slovenský spisovatel († 27. ledna 1688)
- 21. září – Filip I. Orleánský, druhorozený syn francouzského krále Ludvíka XIII. († 9. června 1701)
- 05. října – Madame de Montespan, milenka francouzského krále Ludvíka XIV. († 26. května 1707)
- 21. listopadu – Heinrich Franz von Mannsfeld, rakouský diplomat, polní maršál († 18. června 1715)
- 27. listopadu – Barbara Palmerová, hraběnka z Castlemaine a vévodkyně z Clevelandu, milenka anglického krále Karla II. Stuarta († 9. října 1709)
- 28. listopadu – Willem de Vlamingh, holandský mořeplavec († 1698)
- 13. prosince – Robert Plot, anglický přírodovědec († 30. dubna 1696)
- 14. prosince – Aphra Behnová, anglická dramatička, básnířka a překladatelka († 16. dubna 1689)
- neznámé datum
  - Cristofaro Caresana, italský barokní hudební skladatel († 1709)
  - Monsieur de Sainte-Colombe, francouzský hudební skladatel († 1700)
  - Louis Henri de Pardaillan de Gondrin, francouzský šlechtic a manžel Madame de Montespan († 1. prosince 1691)
  - Carlo Pallavicino, italský hudební skladatel († 29. ledna 1688)
  - Matteo Noris, italský básník a operní libretista († 6. října 1714)
  - Gaspar Sanz, španělský skladatel, kytarista, varhaník a kněz († 1710)
  - Maxmilián Lorenc Starhemberg, šlechtic a císařský vojevůdce († 17. září 1689)

## Úmrtí

#### Česko
- 26. ledna – Jindřich Matyáš Thurn, český šlechtic, jeden z vůdců českého protihabsburského odboje za třicetileté války (* 24. února 1567)
- 24. února – Zdeněk Lev Libštejnský z Kolovrat, šlechtic z rodu Kolovratů (* 1588)
- neznámé datum
  - Pavel Skála ze Zhoře, český exulantský spisovatel a historik (* 10. červenec 1583)
  - Adam Hodějovský z Hodějova, šlechtic (* ?)
  - Jan Albín Šlik, šlechtic a představitel stavovského povstání (* 1579)

#### Svět
- 09. února – Murad IV., osmanský sultán (* 27. července 1612)
- 21. února – Mathias Berndt, slezský františkán (* ?)
- 13. března – Isaac Manasses de Pas, markýz de Feuquieres, francouzský vojevůdce během třicetileté války (* 1. června 1590)
- 17. března – Philip Massinger, anglický dramatik (* 1583)
- 02. dubna
  - Maciej Kazimierz Sarbiewski, polský básník, člen jezuitského řádu (* 24. února 1595)
  - Paul Fleming, německý lyrický básník (* 5. října 1609)
- 30. května – Peter Paul Rubens, nizozemský malíř (* 28. června 1577)
- 03. června
  - Giuseppe Cesari, italský malíř (* 1568)
  - Theophilus Howard, 2. hrabě ze Suffolku, anglický šlechtic a dvořan (* 13. srpna 1584)
- 28. června – Kašpar z Questenberku, katolický teolog, opat Strahovského kláštera (* 1571)
- 22. srpna – Vilém Ludvík Nasavsko-Saarbrückenský, hrabě saarbrückenský (* 18. prosince 1590)
- 22. listopadu – Mario Minniti, italský umělec působící na Sicílii (* 8. prosince 1577)
- 01. prosince – Jiří Vilém Braniborský, braniborský markrabě, kurfiřt a pruský vévoda (* 3. listopadu 1595)
- 09. prosince – Svatý Pierre Fourier, francouzský teolog (* 30. listopadu 1565)
- 30. prosince – Jan František Régis, francouzský jezuitský misionář (* 31. ledna 1597)
- neznámé datum
  - březen – Jan Ludvík Isolani, císařský generál chorvatské lehké jízdy za třicetileté války (* 1586)
  - duben – Uriel da Costa, nizozemský židovský filozof (* asi 1585)
  - Torquato Accetto, italský básník, spisovatel (* 1590/98)
  - Bombogor, evencký náčelník (* ?)
  - Heinrich Schön, německý tesař, stavitel, architekt a dvorní architekt (* ?)
  - Jo'el Sirkis, polský rabín píšící hebrejsky (* 1561)

## Hlavy států
- Anglie – Karel I. (1625–1649)
- Francie – Ludvík XIII. (1610–1643)
- Habsburská monarchie – Ferdinand III. (1637–1657)
- Osmanská říše – Murad IV. (1623–1640) / Ibrahim I. (1640–1648)
- Polsko-litevská unie – Vladislav IV. Vasa (1632–1648)
- Rusko – Michail I. (1613–1645)
- Španělsko – Filip IV. (1621–1665)
- Švédsko – Kristýna I. (1632–1654)
- Papež – Urban VIII. (1623–1644)
- Perská říše – Safí I.